# Крістофер Еріксен Сундаль
Крістофер Еріксен Сундаль (норв. Kristoffer Eriksen Sundal) —  норвезький стрибун  трампліна, призер чемпіонату світу.  
Срібну медаль чемпіонату світу Сундаль  здобув у складі норвезької команди в командних змаганнях на великому трампліні на   світовій першості 2023 року, що проходила у словенській Планиці.